# Kahaani
Kahaani je indický filmový thriller v jazyce Hindi; výslovnost [kəˈɦaːni]IPA; do češtiny přeloženo jako „Příběh". Tento film v roce 2012 natočil režisér Sujoy Ghosh, který jej současně spoluprodukoval a podílel se na scénáři.
Hlavní a velmi netradiční hrdina, s nímž se film posouvá vpřed, je mladá žena Vidya Bagchi. Jde o vdanou ženu v pokročilém stupni těhotenství a zpodobnila ji herečka Vidya Balan. Hrdinka přijíždí do Kalkaty, aby našla svého manžela, který se zde ztratil. Její hledání se odehrává ve velkoměstě, které se právě připravuje na festival Durga Puja.

## Děj
V úvodu filmu pozornost diváků upoutá útok otravným plynem v kalkatském metru, který měl mnoho obětí a nadlouho strachem zcela paralyzoval dopravu třetího největšího města Indie. Dva roky po zmíněném a dosud nevyšetřeném neštěstí se na kalkatském letišti objevuje těhotná Vidya Bagchi. Atraktivní mladá programátorka přiletěla z Londýna hledat svého zmizelého manžela. Už cestou taxíkem z letiště na policejní stanici je vidět, jak se celé město chystá na oslavy náboženského svátku bohyně Durgy, která zosobňuje dobro a rodinné hodnoty. Po sepsání protokolu na policejní stanici se hrdinka ve společnosti policisty s přezdívkou Rana vypraví na místo, kde údajně bydlel její manžel. V ubytovně, kde měl její muž – Arnab Bagchi – bydlet, o něm ale nemají žádné záznamy. Třebaže Vidya tvrdí, že Arnab jel do Kalkaty služebně na žádost Národního datového centra (NDC), člověka s tímto jménem v této instituci nikdy nezaměstnávali. Vedoucí personálního oddělení NDC si podle svatební fotografie, na níž jsou Vidya a Arnab, připomene podobu jiného pracovníka. Jistý Milan Damji v NDC krátce pracoval a těsně po neštěstí v metru záhadně zmizel. Personalistka chce nastávající matce pomoci a tak se snaží získat o tomto bývalém zaměstnanci více detailů, ale interní systém jí je odmítá vydat. Tím na sebe personalistka upozorní. Neznámý protivník, který se cítí ohrožen, vydává signál nájemnému vrahovi Bobovi a ten –  v převlečení za pojišťováka – personalistku zastřelí. Vidya a Rana se společně v noci tajně vypraví do archívu NDC a najdou tam záznamy o Milanu Damjim. Jen tak tak se vyhnou setkání s nájemným vrahem Bobem, který tam byl vyslán se stejným zadáním.
Mezitím se o událostech v Kalkatě dozvídá velení zpravodajské služby na ústředí v Dillí, vedoucí pracovník Bhaskaran a jeho zástupce Khan. Pro Khana jsou typické agresivní postupy včetně toho, že kouří kdekoliv se mu zachce. Khan se rozhodne odjet do Kalkaty, aby případ konečně vyřešil. Jeho cílem je vypátrat Milana Damjiho. Ten byl původně skvěle vycvičeným agentem rozvědky, ale zradil a po atentátu v metru se po něm slehla země. Vidya se nedá odradit žádným nebezpečím, ani výslovným rozkazem Khana, aby už po Milanovi, který se velice nápadně podobá jejímu zmizelému manželovi, přestala pátrat.  Další vloupání, tentokrát do opuštěného bytu, v němž kdysi Milan Damji žil, dovede Vidyu v doprovodu policisty Rany k dalším stopám. Tyto úspěšné kroky mají ovšem za následek další vraždy, protože ten, kdo podporuje teroristu na útěku, nechce být prozrazen a je odhodlán naprosto ke všemu.  
Vidya v počítačových datech, která získala ne právě legální cestou, objeví spojení mezi  Bhaskaranem, řídícím pracovníkem zpravodajské služby, najatým vrahem i teroristou Milanem Damjim. Vidya telefonuje Bhaskaranovi a žádá po něm, výměnou za informace, kterými by jej mohla usvědčit, pomoc při hledání manžela. Bhaskaran do telefonu sice popírá, že by s tím, z čeho jej Vidya obviňuje, měl cokoliv společného, ale okamžitě povolává Milana Damjiho, aby už konečně zlikvidoval těhotnou Vidyu. Telefonát z neznámého čísla diktuje, aby se Vidya dostavila do parku, ve kterém vrcholí oslavy mateřského principu. Všude je spousta lidí, hluk, hudba, napětí.  
   

## Pokračování
V roce 2016 byl natočen a začátkem prosince stejného roku uveden do kin Příběh 2, tj. Kahaani 2, stejný je režisér i hlavní hrdinka filmu. 